# Eratosthenes Point
Der Eratosthenes Point (englisch; bulgarisch нос Ератостен nos Eratosten) ist eine vereiste und durch Felsen gekennzeichnete Landspitze an der Nordküste von Elephant Island im Archipel der Südlichen Shetlandinseln. Sie liegt 17,2 km ostsüdöstlich des Kap Yelcho und 10,57 km westlich des Point Wild an der Einfahrt zur Digges Cove.
Britische Wissenschaftler kartierten die Landspitze zuletzt 2009. Die bulgarische Kommission für Antarktische Geographische Namen benannte sie im April 2021 nach dem griechischen Geographen und Mathematiker Eratosthenes (276–194 v. Chr.), der als Erster den Erdumfang ermittelte.